# Jordan Todorov
Jordan Valkov Todorov (in bulgaro Йордан Вълков Тодоров?; Plovdiv, 27 luglio 1981) è un calciatore bulgaro, difensore del Türk Genclik Ratisbona.

## Carriera

### Club
Debutta con il Marica. Nel 2000 passa al Cernomorec Burgas, con cui giocherà tre anni, per poi trasferirsi al CSKA Sofia, squadra di cui ha fatto parte fino all'estate 2010 quando è passato alla Steaua Bucarest dopo una breve parentesi al Lokomotiv Plovdiv.

### Nazionale
Esordisce con la Nazionale bulgara nel 2006.

## Palmarès

### Club

#### Competizioni nazionali
- Campionato bulgaro: 2

CSKA Sofia: 2004-2005, 2007-2008
- Coppa di Bulgaria: 1

CSKA Sofia: 2005-2006
- Supercoppa di Bulgaria: 2

CSKA Sofia: 2006, 2008